# Дънбойн
Дънбойн (на английски: Dunboyne; на ирландски: Dún Búinne) е град в североизточната част на Ирландия. Намира се в графство Мийт на провинция Ленстър. Разположен е на около 15 km на запад от столицата Дъблин и на около 40 km на юг от административния център на графството град Наван. Имал е жп гара от 29 август 1862 г. до 1 април 1963 г. Населението му е 5713 жители от преброяването през 2006 г. 
1. ↑  beyond2020.cso.ie //    Архивиран от оригинала на 25 юли 2011 г.